# Cryphia ochsi
Cryphia ochsi là một loài bướm đêm thuộc họ Noctuidae. Nó được tìm thấy ở miền trung và khu vực miền đông của Địa Trung Hải Basin. Ở Levant chúng được ghi nhận từ Liban và Israel.
Con trưởng thành bay từ tháng 5 đến tháng 8. Có một lứa một năm.
Ấu trùng ăn các loài Acer negundo, Arbutus andrachne, Cotoneaster franchetii, Elaeagnus pungens, Morus alba, Pinus halepensis, Pistacia atlantica và Pyracantha.